# Institut supérieur d'agriculture Rhône-Alpes
Pour les articles homonymes, voir Isara.
L'ISARA, école d'ingénieurs en agronomie, agroalimentaire et environnement est l'une des 204 écoles d'ingénieurs françaises accréditées au 1er septembre 2020 à délivrer un diplôme d'ingénieur.
C'est un établissement privé d'enseignement supérieur, grande école d'ingénieurs agronomes sous contrat avec le Ministère de l'Agriculture et de la Souveraineté alimentaire.
L'école ISARA a été fondée en 1968, au sein de l'Université Catholique de Lyon en vue de contribuer à la formation de cadres pour l'agriculture, l'agroalimentaire et l'environnement. L'école fait partie de l'Institut Polytechnique de Lyon, du réseau France Agro3 (anciennement Fésia, Fédération des écoles supérieures d'ingénieurs en agriculture) et de la Conférence des grandes écoles.

## Historique
ISARA est une école d'ingénieur spécialisée en agronomie, agroalimentaire et environnement. Elle forme des ingénieurs capables de relever les défis liés à l'agriculture durable, l'agroécologie et l'alimentation de demain.
Forte d'une approche pluridisciplinaire, ISARA propose des formations, Ingénieur, Bachelor, MScinternationaux, intégrant un accompagnement sur-mesure. Proche des réalités du terrain, l’école est reconnue pour une expertise en agroécologie, systèmes alimentaires durables, entrepreneuriat et innovation agrifood.
En parallèle de sa mission de formation, ISARA est un acteur engagé dans le développement de solutions pour une alimentation durable et respectueuse de l'environnement et proche des milieux professionnels.

## Situation géographique
Implanté depuis 1972 Place Bellecour (2e arrondissement) au cœur de Lyon sur le site historique de La Catho,ISARA s'installe en avril 2007, sur le site du Lyonbiopôle à Gerland (Lyon 7e).
Cette réimplantation en un site unique a été réalisée en avril 2007 dans le quartier de Gerland, qui devient un pôle majeur du développement scientifique et technologique de Lyon. Cette implantation nouvelle se fait au sein d'AGRAPOLE, réunissant l'école d'Ingénieurs et 50 organisations professionnelles de l'agriculture et de l'agroalimentaire de Rhône-Alpes.
En 2008, l’ISARA-Lyon développe et renforce ses activités, à Avignon, par le biais de l’ISEMA (Institut Supérieur Européen de Management Agroalimentaire) que l'école dirige en partenariat avec la CCI de Vaucluse). 
En 2017, l'Isara ouvre un campus sur le site d'Avignon afin d'accueillir des apprentis dans le cadre de la Formation Ingénieur par apprentissage déjà présente sur le campus de Lyon.

## Formation
Plus de 60% des élèves entre à l'école au niveau du bac. Les femmes représentent environ 60% des promotions.
L’ISARA a pour objectif  de former des ingénieurs : 
- capables de piloter ou de participer à des projets techniques innovants en agriculture et en élevage,
- capables  de faire de la recherche/développement,  de la logistique, et d'organiser la production ou la politique   qualité   dans   une   entreprise agroalimentaire[3].

Outre la formation d'ingénieurs, l'ISARA forme à la licence professionnelle et aux MSc internationaux en agroécologie et alimentation durable.
En septembre 2017, l'ISARA a ouvert à Avignon une section de sa formation d’ingénieur par la voie de l’apprentissage, plébiscitée par les étudiants et les entreprises.

## Autres activités
Outre la formation, l'ISARA a des activités de :
- recherche finalisée dans les domaines de l'agroécologie et systèmes alimentaires durables ;
- consultance
- formation continue pour le compte d'entreprises agroalimentaires (stratégie, innovation, technologie, qualité), d'organisations professionnelles, collectivités territoriales et administrations.
- entrepreneuriat

## Partenariats
L'Isara est membre de :
- la Conférence des Grandes Ecoles (CGE)
- la Fédération des Ecoles Supérieurs d'Ingénieurs et de Cadres (FESIC)
- l'Institut Polytechnique de Lyon (IPL)
- l'Université de Lyon
- Rhône-Alpes Gourmand
- Pôle de compétitivité européen d'innovation fruits & légumes (PEIFL)
- l'Association de Coordination Technique pour l'Industrie Agroalimentaire (ACTIA)
- l'Association européenne pour la coopération des régions de montagne (EUROMONTANA)
- ECOTROPHELIA, concours européen d'innovations en agroalimentaire, ouvert à des équipes d'étudiants.